# Giovanni Tritemio
Giovanni Tritemio, dal latino Johannes Trithemius, pseudonimo umanista di Johann Heidenberg (Trittenheim, 1º febbraio 1462 – Würzburg, 13 dicembre 1516) è stato un esoterista, storico, scrittore, lessicografo, astrologo, umanista, crittografo, occultista e uomo universale tedesco.

## Biografia

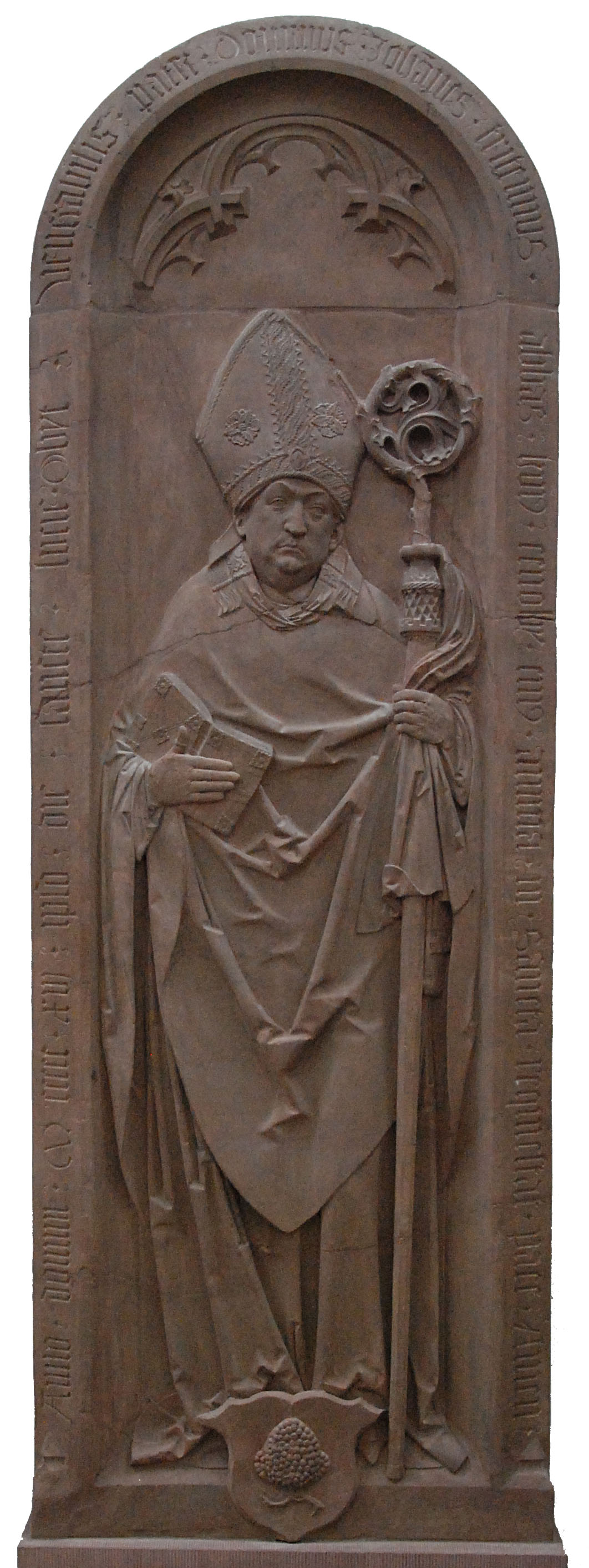
Lapide tombale di Giovanni Tritemio, opera di Tilman Riemenschneider

Fu abate benedettino di Sponheim, famoso per l'invenzione di un sistema di codifica della scrittura. Nell'ultima fase della vita divenne abate di San Giacomo a Würzburg, dove morì.
Uomo dotto, conosceva lingue orientali come l'ebraico, il caldeo e il tartaro ed era in contatto con cabalisti, teologi e alchimisti. Fu in relazione con il famoso occultista Enrico Cornelio Agrippa. Questi interessi esoterici lo condussero ad aderire alla società segreta chiamata Confraternita Celta.
Nel 1494, pubblicò il De scriptoribus ecclesiasticis, il primo catalogo nomenclatore dell'età moderna realizzato a mezzo stampa. Gli studiosi contemporanei riconoscono a Tritemio una competenza e autorevolezza di base nelle informazioni censite, derivate da un esame diretto dei manoscritti originali o di loro copie stampate.
Tuttavia, fu altra l'opera che gli diede la fama, il trattato esoterico Steganographia, che si proponeva di poter inviare messaggi tramite l'uso di linguaggi magici, sistemi di apprendimento accelerato e senza l'utilizzo di simboli o messaggeri, tale trattato fu una delle fonti del De magia mathematica di Giordano Bruno.
Lo scritto circolò sotto forma di appunti anche dopo che l'autore cercò di distruggerne gran parte e di impedirne la pubblicazione per timore delle rivelazioni in esse contenute. Il trattato fu comunque pubblicato nel 1606, molti anni dopo la sua morte. Nel 1609 l'opera fu inserita nell'Indice dei libri proibiti.
A lui si deve la Tabula recta, descritta nella sua opera Polygraphiae libri sex composta nel 1508 e pubblicata postuma nel 1518.
È noto anche come testimone storico dell'esistenza di un oscuro mago e necromante itinerante che si faceva chiamare Georgius Sabellicus alias Faustus junior, la cui figura potrebbe aver contribuito al sedimentarsi di una leggenda dalla grande fortuna letteraria, quella del mago Faust.
Fu il primo maestro di Paracelso adolescente e fonte di grande ispirazione per tutto il resto della sua vita.

## Opere
- Annales Hirsaugiensis (1514)
- Antipalus maleficiorum (1508)

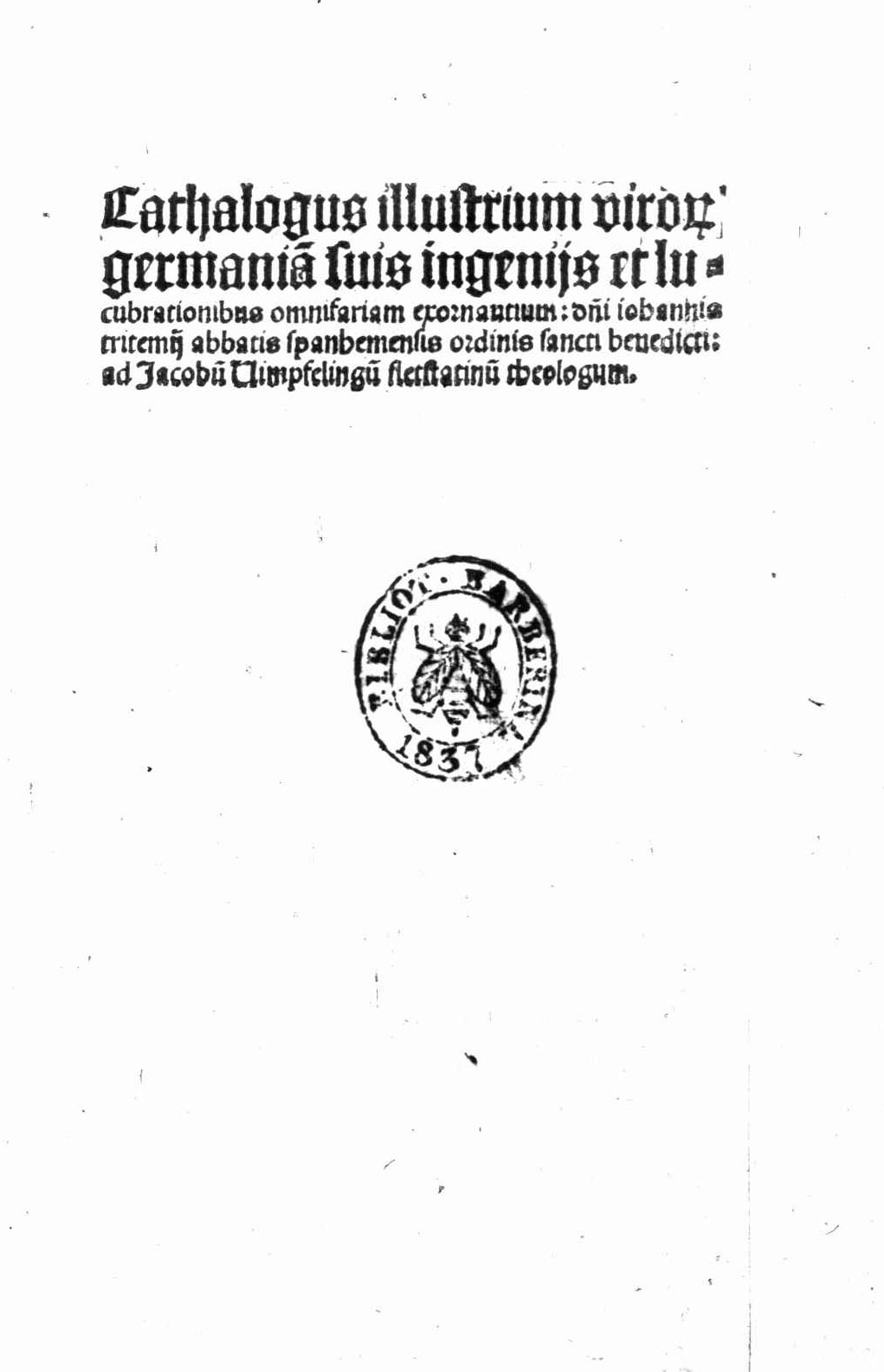
Catalogus illustrium virorum Germaniae, 1495

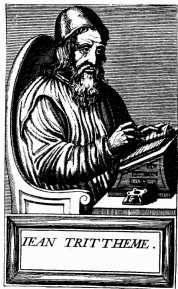
Incisione tratta dal Livre des Vrais Pourtraits di André Thevet, 1584

- (LA) Catalogus illustrium virorum Germaniae, Mainz, Peter von Friedberg, 1495.
- Chronicon Hirsaugiense (1495-1503)
- Chronicon Sponheimense (1495-1509)
- Compendium sive breviarium primi voluminis chronicarum sive annalium de origine regum et gentis Francorum (v. 1514)
- De cura pastorali (1496)
- De duodecim excidiis oberservantiae regularis (1496)
- De institutione vitae sacerdotalis (1486)
- De laude scriptorum manualium (1492)
- De laudibus sanctissimae matris Annae (1494)
- De origine gentis Francorum compendium (1514)
- De origine, progressu et laudibus ordinis fratrum Carmelitarum (1492)
- De proprietate monachorum (prima del 1494)
- De regimine claustralium (1486)
- De scriptoribus ecclesiasticis (1494)
- De septem secundeis id est intelligentiis sive spiritibus orbes post deum moventibus (v. 1508).
- De triplici regione claustralium et spirituali exercitio monachorum (1497)
- De vanitate et miseria humanae vitae (avant 1494)
- De visitatione monachorum (v. 1490)
- De viris illustribus ordinis sancti Benedicti (1492)
- Exhortationes ad monachos (1486)
- In laudem et commendatione Ruperti quondam abbatis Tuitiensis (1492)
- Liber de scriptoribus ecclesiasticis (1531)
- Liber octo quaestionum (1515)
- Liber penthicus seu lugubris de statu et ruina ordinis monastici (1493)
- Nepiachus (1507)
- Polygraphiae (1508)
- Steganographia (v. 1500)